# Écueillé
Écueillé là một xã ở tỉnh Indre khu vực trung bộ Pháp. Xã này có diện tích 34,9 km², dân số thời điểm năm 1999 là 1413 người. Khu vực này có độ cao trung bình 145 mét trên mực nước biển.